# Гонсеница-Даниэль, Марина
Марина Гонсеница-Даниэль (пол. Maryna Gąsienica-Daniel; род. 19 февраля 1994 года, Закопане, Польша) — польская горнолыжница, участница зимних Олимпийских игр 2014 и 2018 годов, победительница зимней Универсиады 2013 года в гигантском слаломе.

## Спортивная биография
На чемпионатах мира среди юниоров Гонсеница-Даниэль участвовала пять раз. Лучшим результатом на мировых молодёжных первенствах для неё стало 5-е место, завоёванное в гигантском слаломе в 2013 году. На соревнованиях под эгидой FIS Марина начала выступать в конце 2009 года. С марта 2011 года польская горнолыжница стала выступать в Кубке Европы, но лишь раз за всё время выступлений ей удалось попасть в тридцатку сильнейших. В 2013 году Марина приняла участие в зимней Универсиаде, где ей удалось завоевать золотую медаль в гигантском слаломе, при этом в супергиганте она стала только 12-й. На этапах Кубка мира Гонсеница-Даниэль впервые выступила 28 декабря 2011 года в австрийском городе Линц, где польская спортсменка выступила в гигантском слаломе. В рамках мирового Кубка Марина приняла участие в 6-и этапах, но так ни разу и не смогла попасть во вторую попытку. В 2013 году молодая спортсменка дебютировала на чемпионате мира. Лучшим результатом на мировом первенстве для Марины стало 34-е место в гигантском слаломе.
В 2014 году Марина Гонсеница-Даниэль выступила на зимних Олимпийских играх в Сочи. В гигантском слаломе польская горнолыжница показала 32-й результат, а вот в слаломе и супергиганте ей не удалось завершить даже первую попытку.
26 ноября 2020 года впервые в карьере попала в 10-ку лучших на этапе Кубка мира, заняв 9-е место в параллельном слаломе. 16 января 2021 года стала 10-й в гигантском слаломе в Краньске-Горе.
На чемпионате мира 2021 года в Кортине-д’Ампеццо заняла восьмое место в параллельном гигантском слаломе, а также стала шестой в гигантском слаломе.

## Результаты на крупнейших соревнованиях

### Олимпийские игры
| Олимпийские игры | Скоростной спуск | Супергигант | Гигантский слалом | Слалом | Комбинация | Команды |
| ---------------- | ---------------- | ----------- | ----------------- | ------ | ---------- | ------- |
| 2014 Сочи        | —                | DNF         | 32                | DNF1   | —          | н/д     |
| 2018 Пхёнчхан    | 24               | 26          | 27                | —      | 18         | —       |
| 2022 Пекин       |                  | 26          | 8                 |        |            |         |

### Чемпионат мира
| Чемпионат мира         | Скоростной спуск | Супергигант | Гигантский слалом | Слалом | Комбинация | Команды | Паралл. гигантский слалом |
| ---------------------- | ---------------- | ----------- | ----------------- | ------ | ---------- | ------- | ------------------------- |
| 2013 Шладминг          | —                | DNS         | 34                | DNF1   | —          | —       | н/д                       |
| 2015 Вейл/Бивер-Крик   | —                | 34          | 38                | 35     | —          | —       | н/д                       |
| 2017 Санкт-Мориц       | —                | 32          | 32                | DNF2   | 23         | —       | н/д                       |
| 2019 Оре               | —                | DNF         | 32                | —      | 21         | —       | н/д                       |
| 2021 Кортина-д’Ампеццо | —                | 27          | 6                 | —      | 12         | —       | 8                         |
| 2023 Мерибель          | —                | DNF         | 10                |        | 11         |         | 5                         |
| 2025 Зальбах           | —                | DNF         | —                 | —      | —          | —       | —                         |

## Личная жизнь
Представительница спортивной польской семьи Гонсеница-Даниэль, члены которой участвуют в зимних Олимпийских играх с 1950-х годов. Старшая сестра Агнешка — бывшая горнолыжница, участница Олимпийских игр 2010 года.